# Maria Daelder
Maria Daelder, född 1627 i Amsterdam, död 1706, var en svensk affärsidkare. 
Hon var född i Amsterdam i Nederländerna och gifte sig med Sibrant Valck (1632-1681), som drev en framgångsrik vinhandel i Göteborg i Sverige. Maria Daelders räkenskapsböcker är bevarade och har varit föremål för forskning. Trots att hon som gift kvinna enligt lagen formellt sett var omyndig och därmed inte hade någon laglig rätt att ägna sig åt affärer själv, skötte hon enligt bevarade dokument en omfattande och framgångsrik affärsverksamhet separat från makens och med hans godkännande,vilket är bekräftat åtminstone från åren 1666–1676. Hon importerade och sålde spritdrycker och textilier och lånade ut pengar mot ränta. Att som gift kvinna ägna sig åt en självständig affärsverksamhet under denna tidsepok var anmärkningsvärt, men var inte okänt; då även en annan samtida gift kvinna i Lübeck, Margareta Brandes (gift med Jeronimus Möller), som hade täta affärsförbindelser med Göteborg, även hon ägnade sig åt affärer vid samma tid. 
Makarnas bouppteckning från 1707 visar en ansenlig förmögenhet. 